# Ráňčí
Ráňčí (hindsky राँची, bengálsky রাঁচি, santálsky ᱨᱟᱺᱪᱤ, anglicky Ranchi) je město ve východní Indii, hlavní město státu Džhárkhand. Roku 2011 mělo přes jeden milion obyvatel. Je střediskem zemědělské oblasti, v okolí se pěstuje hlavně rýže, bavlna a čaj; průmysl je strojírenský a hedvábnický.
Ve městě sídlí přes 20 univerzit a institutů, včetně Rančíjské univerzity založené v červenci roku 1960.

## Osobnosti
- Telesphore Placidus Toppo (* 1939) – římskokatolický kněz, arcibiskup Ránčí